# نبرد تاتاراهاما (۱۳۳۶)
نبرد تاتاراهاما (به ژاپنی: 多々良浜の戦い, Tatarahama no tatakai) یکی از نبردهای بسیار دوره نانبوکوچو در ژاپن بود که در آن دو دربار امپراتوری رقیب برای مشروعیت و کنترل کشور جنگیدند. پیروزی در این نبرد برای تأمین کنترل جزیره کیوشو برای دربار امپراتوری شمالی، که از نزدیک با شوگون‌سالاری آشیکاگا مرتبط بود، تعیین‌کننده بود.